# Бежув (Великопольське воєводство)
Бежув (пол. Bierzów) — село в Польщі, у гміні Кобиля-Гура Остшешовського повіту Великопольського воєводства.
Населення — 330 осіб (2011).
У 1975-1998 роках село належало до Каліського воєводства.

## Демографія
Демографічна структура станом на 31 березня 2011 року:
|          | Загалом | Допрацездатний вік | Працездатний вік | Постпрацездатний вік |
| -------- | ------- | ------------------ | ---------------- | -------------------- |
| Чоловіки | 171     | 32                 | 124              | 15                   |
| Жінки    | 159     | 33                 | 98               | 28                   |
| Разом    | 330     | 65                 | 222              | 43                   |